# Nesseby
Nesseby ou Nesseby kommune, em sami Unjárga ou Unjárgga gielda, é uma comuna da Noruega, com 1 442 km² de área e 856 habitantes (2008).   